# Benjamin Darbelet

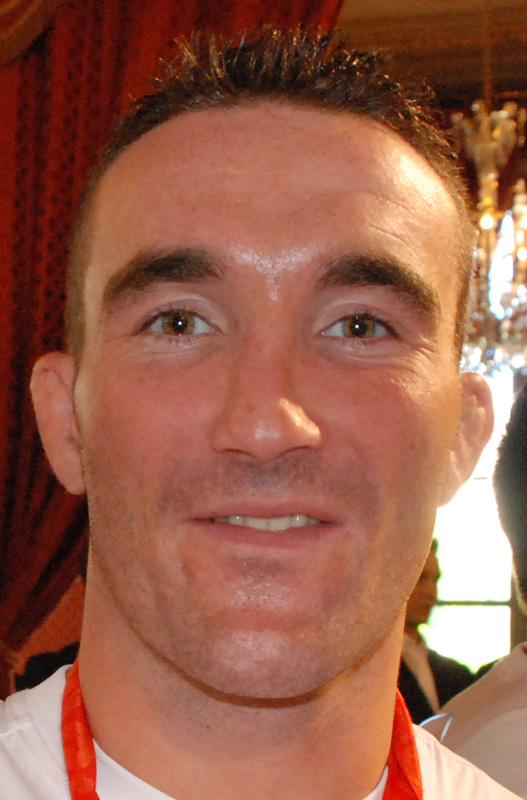
Benjamin Darbelet (2008)

Benjamin René Pierre Darbelet (* 13. November 1980 in Dijon) ist ein ehemaliger französischer Judoka. Er war Olympiazweiter 2008 und Europameister 2003.

## Sportliche Karriere
Der 1,70 m große Darbelet trat bis 2008 meist im Halbleichtgewicht bis 66 Kilogramm an, ab 2009 startete er im Leichtgewicht bis 73 Kilogramm.
Darbelet war 1999 Junioreneuropameister. 2001 gewann er seinen ersten französischen Meistertitel, im gleichen Jahr siegte er bei den Mittelmeerspielen. 2002 war er mit der französischen Equipe Dritter der Mannschaftsweltmeisterschaften. Im November siegte er zum zweiten Mal bei den französischen Landesmeisterschaften. Bei den Europameisterschaften 2003 gewann er vier Kämpfe zum Finaleinzug, im Finale besiegte er den Georgier Dawit Margoschwili. Ein Jahr später erhielt er die Bronzemedaille, nachdem er vier Kämpfe in der Hoffnungsrunde gewonnen hatte. Bei den Olympischen Spielen 2004 startete Larbi Benboudaoud für Frankreich im Halbleichtgewicht. Darbelet wich ins Superleichtgewicht aus und verlor in seinem zweiten Kampf gegen den Südkoreaner Choi Min-ho.
2005 gewann Darbelet seinen dritten französischen Meistertitel und belegte beim Tournoi de Paris den zweiten Platz hinter dem Japaner Hiroyuki Akimoto. Bei den Europameisterschaften 2005 in Rotterdam unterlag Darbelet im Viertelfinale dem Ungarn Miklós Ungvári, mit drei Siegen in der Hoffnungsrunde sicherte sich Darbelet die Bronzemedaille. Im Jahr darauf erreichte der Franzose das Finale bei den Europameisterschaften in Tampere, das der Georgier Sasa Kedelaschwili gewann. Auch bei den Europameisterschaften 2007 erkämpfte Benjamin Darbelet eine Medaille, nach einer Halbfinalniederlage gegen den Serben Miloš Mijalković gewann er den Kampf um Bronze gegen Miklós Ungvári. Bei den Olympischen Spielen 2008 in Peking erreichte Darbelet mit vier Siegen das Finale, dort unterlag er dem japanischen Titelverteidiger Masato Uchishiba.
Im Leichtgewicht gewann Darbelet 2010 zwei französische Meistertitel, einen im Januar (nachgeholt für 2009) und einen im November. Bei den Europameisterschaften 2011 belegte er den fünften Platz. Für die Olympischen Spiele 2012 konnte er sich nicht mehr qualifizieren.